# エル・ハルコン78
エル・ハルコン78（El Halcón '78、1957年7月28日 - ）は、メキシコのプロレスラー（覆面レスラー）。メキシコシティ出身。
妻はラ・ボリオサ、実子にハマー・フィスト、ハルコン・ジュニア、コンバット。

## 来歴
1977年にデビュー。同年7月29日にエル・ハルコンがコントラ・マッチでミル・マスカラスに敗れ素顔になったことを機に、翌1978年2月より本家ハルコンと同じデザインのマスクを被り、エル・ハルコン78に変身した。
1981年9月にはエル・ファルコンと組んでメキシコ州タッグ王座奪取。1982年1月と1983年7月に新日本プロレスに来日し、佐山聡の初代タイガーマスクと数度対戦した。この試合の一部は "DVDでよみがえる闘いのワンダーランド『燃えろ! 新日本プロレス』至高 の名勝負コレクションVol.28「飛龍の鮮烈! ジュニア黄金時代の夜明け」" にも収録されている。なお、日本では「エル・ファルコン」と紹介され、テレビ中継のテロップなども「エル・ファルコン」の表記であった。
1986年10月にはルイス・マリスカルからナショナル・ライトヘビー級王座を奪取し、1988年4月まで戴冠していた。
1990年代はAAAを主戦場とし、1993年には「エル・メヒカーノ」というリングネームのマスクマンに再変身。
1994年と1995年には再び新日本プロレスに来日した。

## 得意技
プランチャ

## 獲得タイトル
メキシコ連邦区ボクシング・レスリング協会
ナショナル・ライトヘビー級王座
その他
メキシコ州タッグ王座（w/ エル・ファルコン）